# 森岡元知
森岡 元知（もりおか もととも）は、江戸時代後期の弘前藩士。

## 生涯
森岡元侯の嫡男として誕生。
天保11年（1840年）に家督を継ぎ、大寄合格、同12年（1841年）馬廻役組頭、同14年（1844年）手廻役兼用人となる。しかし、主君・津軽信順が嗣子の無いまま隠居したため、後継者問題が発生し、元知ら重臣は津軽順承を立てることに反対した。理由は津軽氏の血統を絶やさないことを条件に大道寺順正、杉山成章を遣わしたにもかかわらず、2人が裏切り、順承が立てられたためである（順承は松平信明の息子で黒石津軽氏の養子となった）。それを聞いた津軽範疇、森岡元知ら重臣数十名は連判して、近衛家、中山忠能、徳川斉昭らに直訴した。しかし反対運動は失敗し、同年解任され、蟄居させられた。弘化3年（1846年）には多田三左衛門の元にお預けになった。
嘉永3年（1850年）に解放され、嫡男富太郎に200石を与えられた。文久3年（1863年）、江戸家老手伝となったが、用人西館建哲と人材登用を巡って激しく対立した。元知は山田登、黒滝主殿の登用を、建哲は西館平馬、八木橋其母の登用を主張した。両者共に譲らず、元知は強硬に近衛家に働きかけるなどしたため。解任された。
明治8年（1875年）、十二等準格中学校取締に任じられるも、翌年11月死去した。